# Myotis simus
Myotis simus је врста слепог миша из породице вечерњака (лат. Vespertilionidae).

## Распрострањење
Врста је присутна у Аргентини, Бразилу, Еквадору, Колумбији, Парагвају и Перуу.

## Станиште
Врста Myotis simus има станиште на копну.

## Угроженост
Подаци о распрострањености ове врсте су недовољни.

### Популациони тренд
Популациони тренд је за ову врсту непознат.